# Tamopsis queenslandica
Tamopsis queenslandica är en spindelart som beskrevs av Baehr 1987. Tamopsis queenslandica ingår i släktet Tamopsis och familjen Hersiliidae. Inga underarter finns listade i Catalogue of Life.